# Pterostichus maryseae
Pterostichus maryseae es una especie de escarabajo terrestre del género Pterostichus, categorizada en la tribu Pterostichini, de la subfamilia Harpalinae. Fue descrita por Sun & Shi en 2018.

## Distribución
Se distribuye por Asia: China.